# Upplands runinskrifter 837
Upplands runinskrifter 837 är en vikingatida runsten i Alsta, Nysätra socken och Enköpings kommun.
Denna rest av en runsten är 0,75 meter hög, 0,25 meter tjock och 1,52 meter hög. Runhöjden är 10-10,5 centimeter. Stenen är avslagen samt spräckt på mitten. Endast en mindre del av runslingans nedre del är kvar. Enligt uppgift av en herr A. Vallin i Mosta har runstenen tidigare stått ett fyrtiotal meter öster om den plats, där den nu står.
Om läsningen av stenen är riktig är den rest efter någon, eller några, deltagare i Ingvarståget.

## Inskriften
Runor:
... ...ᚴ × ᚼᚢᛚᛘᚴ... ... ...ᚱᛋ + ᛚᛁᚦ × ᚴᚢᚦ × ᚼᛁᛅᛚᛒᛁ
Translitterering av runraden:
... ...k × hulmk... ... ...(r)s + liþ × kuþ × hialb(i) ...
Normalisering till runsvenska:
... [o]k Holmg[æiʀʀ](?) ... [Ingva]rs(?) lið. Guð hialpi ...
Översättning till nusvenska:
och Holmger(?) ... (Ingva)rs här ... Gud hjälpe ...